# Wissenschaftspopularisierung
|                                            | Dieser Artikel wurde im Portal Wissenschaft zur Verbesserung eingetragen. Hilf mit, ihn zu bearbeiten, und beteilige dich an der Diskussion! |
| Vorlage:Portalhinweis/Wartung/Wissenschaft | |

Wissenschaftspopularisierung bezeichnet den Prozess der Vermittlung komplexer wissenschaftlicher Erkenntnisse in allgemein verständlicher Form.

## Geschichtliche Einordnung

### Begriffsgeschichte
Popularität (lat. von popularitas = Volksfreundlich, Streben nach Volksgunst) war ein primär politisch genutzter Begriff, welcher das Bestreben römischer Politiker um die Gunst der Plebejer beschrieb. Seit dem Anfang des 19. Jahrhunderts traten erstmals Formulierungen wie populäre Sprache oder populäre Vorträge auf und bedeuteten gemeinverständlich, volkstümlich oder leicht fasslich. Ab 1850 wurde Popularität als Volksmäßigkeit oder Gemeinverständlichkeit beschrieben. Sie galt vor allem in den Gebieten der Naturwissenschaften als Volksbildungsbestrebung.
In dieser Zeit tauchten auch zum ersten Mal Verknüpfungen der Begriffe Wissenschaft und Popularität auf. Populärwissenschaftler wurden fortan von Fachwissenschaftlern unterschieden.

### Soziokultureller Hintergrund
Das Phänomen der Wissenschaftspopularisierung kam erstmals Mitte des 19. Jahrhunderts auf. Gesellschaftliche Veränderung und ein Drängen des Bürgertums nach mehr Einfluss auf das öffentliche Leben führten zu einem Streben dieser Schicht nach mehr Bildung, auch abseits der damals etablierten Institutionen. Insbesondere die damals noch jungen Naturwissenschaften gerieten in den Fokus dieser Bewegung. Es entwickelte sich die Forderung nach allgemein verständlicher Vermittlung des aktuellen naturwissenschaftlichen Kenntnisstandes. Daraufhin nahmen immer mehr Zeitschriften und Zeitungen naturwissenschaftliche Artikel in ihr Programm auf, um solches Wissen zu vermitteln. Zudem gründeten sich in dieser Zeit die ersten Volkssternwarten. So entstand zum Beispiel in den 1880er Jahren die Gesellschaft Urania Berlin, in Aufbau und Programm ein Vorbild für heutige Naturkundemuseen und Planetarien. Neben dem Wunsch nach Bildung schwangen noch andere Interessen des Bürgertums mit. So wollten diese die konservativen Strukturen der Gesellschaft, welche sich auf ein starres formelles und bürokratisches System berief, auflösen und so zu mehr Einfluss gelangen. Ein wichtiger Schritt dorthin war die Abschaffung des bisherigen Bildungsmonopols der oberen Klassen in der humanistischen Bildung. Zudem wollte man die weltanschauliche Deutungshoheit der Kirche brechen, was am ehesten durch naturwissenschaftliche Erkenntnisse möglich schien. So ging es den Vorreitern der Wissenschaftspopularisierung nicht nur um die Verbesserung ihrer Bildungsmöglichkeiten, sondern es spielte sich vielmehr ein genereller sozialer Umbruch ab. Nicht verwunderlich ist es deshalb, dass der Staat und andere konservative Institutionen versuchten, die kommende Beteiligung der Öffentlichkeit an den Wissenschaften zu unterbinden. So weigerte sich der Staat Preußen zum Beispiel, den Bau der Urania Sternwarte in irgendeiner Weise finanziell zu unterstützen.

## Abgrenzung zur Fachwissenschaft
Bei der Wissenschaftspopularisierung wird fachspezifisches Wissen für eine breite Öffentlichkeit aufgearbeitet und bereitgestellt. Wissenschaftliche Themen werden so dargestellt, dass jeder Interessierte die behandelte Thematik erfassen und verstehen kann. Deshalb wird so weit wie möglich auf Fremdwörter verzichtet. Falls Fachausdrücke verwendet werden, werden diese so erläutert, dass auch Laien dem Inhalt folgen können. Zudem findet eine Reduktion der Informationsmenge statt. Informationen, die nicht zum Verständnis des Ergebnisses beitragen, werden weggelassen.

## Genrespezifische Formen
Bei dem Prozess der Vermittlung gelangen nur ganz bestimmte Inhalte und Aspekte an die Öffentlichkeit. Sie werden nicht auf Wissenschaftsniveau, also differenziert und kontinuierlich vermittelt, sondern in Form zufälliger Berichterstattung über Inhalte der Naturwissenschaft, Technik und Medizin mit Auffälligkeitscharakter. Wissenschaftspopulistische Artikel wenden sich nicht an ein spezialisiertes Publikum und sind überblicksartig. Die klassische wissenschaftliche Darstellung mit Fachwörtern und einförmiger, standardisierter Syntax wird durch den Verzicht auf spezifische Informationen und durch einfachere und umfangreichere Erklärungen von Informationen einem wissenschaftsinteressierten Publikum zugänglich gemacht. Die Abgrenzung zu wissenschaftsinterner Kommunikation kennzeichnet sich durch das Fehlen einer umfangreichen Bibliografie und die marginale Erwähnung von Forschungstätigkeiten. Dennoch finden Forschungsergebnisse und Beobachtungen bei Experimenten Erwähnung.

## Vertreter
- Richard Dawkins
- Stephen Jay Gould
- Brian Greene
- Stephen Hawking
- Michio Kaku
- Harald Lesch
- Marvin Minsky
- Richard David Precht